# Dimitri Araqischwili

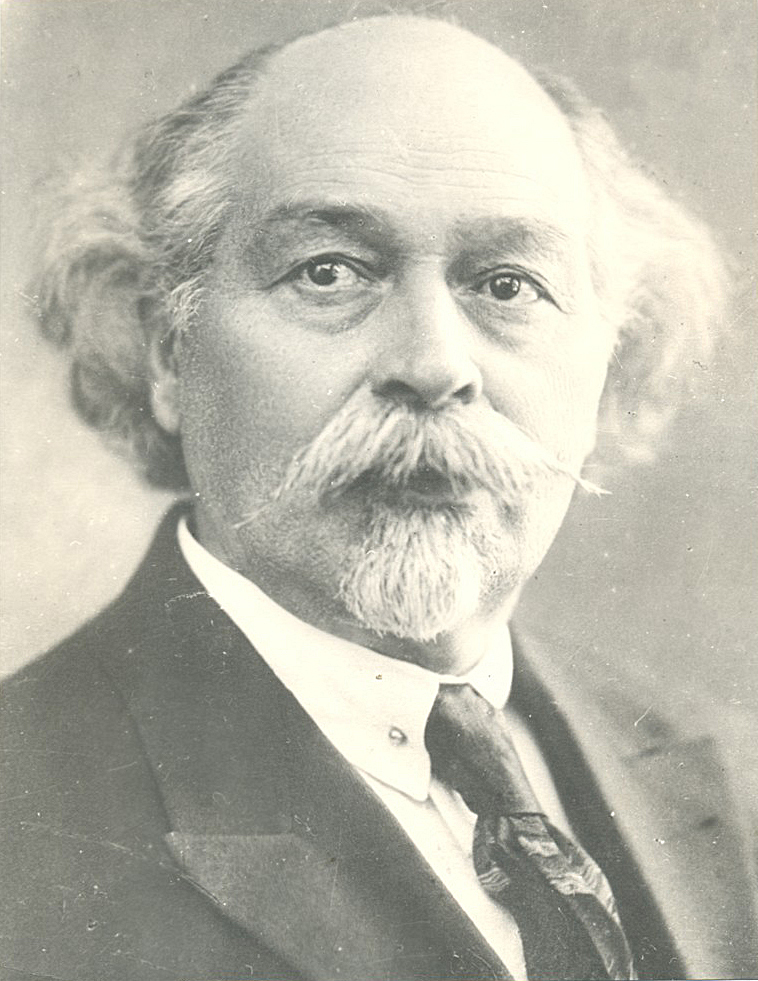
Dimitri Araqischwili

Dimitri Araqischwili (georgisch დიმიტრი ეგნატეს ძე არაყიშვილი, Transkription Dimitri Egnates dse Araqischwili; russisch Димитрий Игнатьевич Аракишвили, Transkription Dimitri Ignatjewitsch Arakischwili, auch Аракчиев, Transkription Araktschijew; englisch Arakishvili; geboren am 11. Februarjul. / 23. Februar 1873greg. in Wladikawkas, Russisches Kaiserreich; gestorben am 13. August 1953 in Tiflis, Georgische SSR, Sowjetunion) war ein georgischer und sowjetischer Komponist, Hochschullehrer und Musikethnologe.

## Leben
Araqischwili studierte von 1894 bis 1901 bei der Moskauer Philharmonischen Gesellschaft an der Schule für Musik und Drama. Er absolvierte dort die Fächer Komposition bei Alexander Iljinski, Musiktheorie bei Semjon Nikolajewitsch Kruglikow (1851–1910) und Dirigieren. Seine Kompositionsstudien setzte er später, 1910 bis 1911, bei Alexander Gretschaninow fort. Einen weiteren Studienabschluss machte er 1917 am Moskauer Institut für Archäologie.
Bereits ab 1897 war er als Publizist tätig, schrieb Artikel über russische und georgische Musik. 1901 wurde er Mitglied in der Musikethnologischen Kommission der Universität Moskau. In den Jahren 1901 bis 1908 unternahm er vier Expeditionen nach Georgien, wo er teils in entlegenen Regionen mehr als 500 Lieder und Instrumentalstücke aufzeichnete und sammelte. Seine Forschungen veröffentlichte er in drei umfangreichen Sammelbänden, die zu den ersten und wegweisenden Publikationen über georgische Volksmusik zählten. 1906 gründete er zusammen mit Sergei Tanejew, Boleslaw Jaworskyj, Konstantin Igumnow und Alexander Goldenweiser das Moskauer Volkskonservatorium, das als Alternative zum Moskauer Konservatorium konzipiert war. Er lehrte dort bis 1911 und gab freien Musikunterricht für mittellose Jugendliche des Moskauer Arbat-Viertels. Araqischwili wirkte auch als Komponist. Darüber hinaus war er 1908 bis 1912 Gründer und Chefredakteur der Zeitschrift Musik und Leben (Музыка и жизнь).
1918 übersiedelte Araqischwili nach Georgien, wo sich im selben Jahr die unabhängige Demokratische Republik Georgien formierte. Seinen größten Erfolg als Komponist hatte er 1919 mit seiner Oper Die Legende von Schota Rustaweli (თქმულება შოთა რუსთაველზე, Сказание о Шота Руставели), uraufgeführt am späteren Staatlichen Sacharia-Paliaschwili-Theater für Oper und Ballett. Das Werk galt als eine der ersten georgischen Opern überhaupt und wurde in den Jahren der Unabhängigkeit auch als nationales Ereignis gewertet.
Araqischwili gründete in Tiflis 1921 ein zweites Konservatorium, das 1923 mit dem bereits bestehenden, späteren Staatlichen Wano-Saradschischwili-Konservatorium fusioniert wurde. Er war dort als Direktor tätig (1926–1930), als Abteilungsleiter, schließlich als Dekan der Fakultät für Komposition und lehrte dort ab 1929 als Professor. Außerdem wirkte er als Dirigent und war Vorsitzender des Georgischen Komponistenverbands (1932–1934).
Er starb Mitte August 1953 in Tiflis.

## Schaffen
Araqischwili komponierte Opern, Orchesterwerke, darunter Sinfonische Dichtungen und 3 Sinfonien, ferner Vokalmusik, u. a. rund 80 Romanzen, Klavier- und Filmmusik, etwa für Jurgai's Shield (1944).
Sein Stil wird noch der Spätromantik zugeordnet. In seiner Oper Die Legende von Schota Rustaweli überwiegen lyrische und ariose Passagen. Musikhistoriker bezeichnen ihn als einen der Pioniere der georgischen klassischen Musik.
Zu seinen wichtigsten Schriften als Musikethnologe zählen Kurzer Überblick über die Entwicklung der georgischen, kartalino-kachetischen Volkslieder (1905), Das Volkslied Westgeorgiens (1908) und Georgische Volksmusik (1916).

## Auszeichnungen
- 1929 Volkskünstler der Georgischen SSR
- 1937 Ehrenzeichen der Sowjetunion
- 1948 Orden des Roten Banners der Arbeit
- 1950 Stalinpreis für die Filmmusik Jurgai’s Shield[10]
- 1950 Mitglied der Georgischen Nationalen Akademie der Wissenschaften

## Anmerkung
1. ↑  Andere Quellen nennen als gregorianisches Geburtsdatum den 7. März 1873, vereinzelt findet sich auch der 23. Februar 1878.